# Ia Tul
Ia Tul là một xã thuộc tỉnh Gia Lai, Việt Nam.
Xã Ia Tul có diện tích 270,88 km², dân số năm 1999 là 2.081 người, mật độ dân số đạt 8 người/km².